# Eltanin Bay
Die Eltanin Bay ist eine Bucht an der Bryan-Küste des Ellsworthlands. Sie liegt westlich der Wirth-Halbinsel.
Der United States Geological Survey kartierte sie anhand eigener Vermessungen und mithilfe von Luftaufnahmen der United States Navy zwischen 1961 und 1966. Das Advisory Committee on Antarctic Names benannte sie 1968 nach dem Eisbrecher USNS Eltanin, der im Rahmen des United States Antarctic Research Program bei der Erkundung des Südlichen Ozeans zum Einsatz kam.